# Алмаш-Селіште
Алмаш-Селіште (рум. Almaș-Săliște) — село у повіті Хунедоара в Румунії. Входить до складу комуни Зам.
Село розташоване на відстані 332 км на північний захід від Бухареста, 36 км на північний захід від Деви, 114 км на південний захід від Клуж-Напоки, 105 км на схід від Тімішоари.

## Населення
За даними перепису населення 2002 року у селі проживали 162 особи, усі — румуни. Усі жителі села рідною мовою назвали румунську.